# Molophilus leonurus
Molophilus leonurus är en tvåvingeart som beskrevs av Alexander 1951. Molophilus leonurus ingår i släktet Molophilus och familjen småharkrankar. Inga underarter finns listade i Catalogue of Life.